# Masthi, Malur
Masthi là một làng thuộc tehsil Malur, huyện Kolar, bang Karnataka, Ấn Độ.